# Jiří Liška (rokometaš)
Jiří Liška, češkoslovaški (češki) rokometaš, * 14. avgust 1952.
Leta 1976 je na poletnih olimpijskih igrah v Montrealu v sestavi češkoslovaške rokometne reprezentance osvojil sedmo mesto.